# Campeonato Brasileiro Série C 2001
In 2001 werd de twaalfde editie van het Campeonato Brasileiro Série C gespeeld, de derde hoogste klasse van het Braziliaanse voetbal. De competitie werd gespeeld van 8 september tot 16 december. Etti Jundiaí werd kampioen.

## Format
Er namen 65 clubs deel die in de eerste fase verdeeld werden over tien poules van zes of zeven clubs clubs, de top twee stootte telkens door naar de tweede fase. De 20 teams die de tweede fase bereikten werden over vier groepen van vijf verdeeld en de winnaar daarvan stootte door naar de derde fase, waar er opnieuw in groepsfase gespeeld werd. Naast de kampioen promoveerde ook de vicekampioen naar de Série B. 

## Eerste fase

### Groep A
| Plaats | Club            | Wed. | W | G | V | Saldo | Ptn. |
| ------ | --------------- | ---- | - | - | - | ----- | ---- |
| 1.     | Ypiranga        | 12   | 7 | 2 | 3 | 20:14 | 23   |
| 2.     | Rio Negro       | 12   | 5 | 6 | 1 | 18:10 | 21   |
| 3.     | Águia de Marabá | 12   | 5 | 4 | 3 | 18:14 | 19   |
| 4.     | Rio Negro-AM    | 12   | 5 | 2 | 5 | 28:22 | 17   |
| 5.     | Tiradentes      | 12   | 4 | 3 | 5 | 22:17 | 15   |
| 6.     | Andirá          | 12   | 4 | 2 | 6 | 15:19 | 14   |
| 7.     | Genus           | 12   | 2 | 1 | 9 | 13:38 | 7    |

|  | Geplaatst voor tweede fase |

### Groep B
| Plaats | Club              | Wed. | W | G | V | Saldo | Ptn. |
| ------ | ----------------- | ---- | - | - | - | ----- | ---- |
| 1.     | Guarany de Sobral | 10   | 7 | 2 | 1 | 15:7  | 23   |
| 2.     | Ferroviário       | 10   | 7 | 2 | 1 | 12:3  | 23   |
| 3.     | Ríver             | 10   | 5 | 2 | 3 | 20:14 | 17   |
| 4.     | Caxiense          | 10   | 3 | 1 | 6 | 7:16  | 10   |
| 5.     | Tocantinópolis    | 10   | 2 | 2 | 6 | 16:19 | 8    |
| 6.     | Moto Club         | 10   | 0 | 3 | 7 | 5:16  | 3    |

|  | Geplaatst voor tweede fase |

### Groep C
| Plaats | Club                  | Wed. | W | G | V | Saldo | Ptn. |
| ------ | --------------------- | ---- | - | - | - | ----- | ---- |
| 1.     | Treze                 | 10   | 6 | 3 | 1 | 18:8  | 21   |
| 2.     | São Gonçalo           | 10   | 5 | 4 | 1 | 16:6  | 19   |
| 3.     | Corintians            | 10   | 5 | 4 | 1 | 16:9  | 19   |
| 4.     | Guarabira             | 10   | 2 | 4 | 4 | 11:23 | 10   |
| 5.     | Botafogo-PB           | 10   | 1 | 3 | 6 | 8:13  | 6    |
| 6.     | Atlético Cajazeirense | 10   | 1 | 2 | 7 | 12:22 | 5    |

|  | Geplaatst voor tweede fase |

### Groep D
| Plaats | Club                 | Wed. | W | G | V | Saldo | Ptn. |
| ------ | -------------------- | ---- | - | - | - | ----- | ---- |
| 1.     | Corinthians Alagoano | 10   | 6 | 0 | 4 | 21:21 | 18   |
| 2.     | Confiança            | 10   | 5 | 2 | 3 | 14:11 | 17   |
| 3.     | ASA                  | 10   | 5 | 0 | 5 | 14:15 | 15   |
| 4.     | Central              | 10   | 4 | 2 | 4 | 16:12 | 14   |
| 5.     | CSA                  | 10   | 4 | 0 | 6 | 13:16 | 12   |
| 6.     | Itabaiana            | 10   | 3 | 2 | 5 | 17:20 | 11   |

|  | Geplaatst voor tweede fase |

### Groep E
| Plaats | Club                | Wed. | W | G | V | Saldo | Ptn. |
| ------ | ------------------- | ---- | - | - | - | ----- | ---- |
| 1.     | Brasiliense         | 12   | 9 | 2 | 1 | 29:10 | 29   |
| 2.     | Atlético Goianiense | 12   | 5 | 6 | 1 | 13:8  | 21   |
| 3.     | CENE                | 12   | 5 | 3 | 4 | 20:17 | 18   |
| 4.     | Goiânia             | 12   | 4 | 4 | 4 | 10:14 | 16   |
| 5.     | União Rondonópolis  | 12   | 3 | 2 | 7 | 6:18  | 11   |
| 6.     | Comercial-MS        | 12   | 2 | 5 | 5 | 11:12 | 11   |
| 7.     | Real                | 12   | 2 | 2 | 8 | 13:23 | 8    |

|  | Geplaatst voor tweede fase |

### Groep F
| Plaats | Club             | Wed. | W | G | V | Saldo | Ptn. |
| ------ | ---------------- | ---- | - | - | - | ----- | ---- |
| 1.     | Juazeiro         | 10   | 7 | 1 | 2 | 28:13 | 22   |
| 2.     | Independente     | 10   | 6 | 1 | 3 | 17:9  | 19   |
| 3.     | Catuense         | 10   | 5 | 1 | 4 | 13:13 | 16   |
| 4.     | Colo Colo        | 10   | 3 | 3 | 4 | 12:14 | 12   |
| 5.     | Estrela do Norte | 10   | 2 | 2 | 6 | 8:15  | 8    |
| 6.     | Cachoeiro        | 10   | 1 | 4 | 5 | 8:22  | 7    |

|  | Geplaatst voor tweede fase |

### Groep G
| Plaats | Club              | Wed. | W | G | V | Saldo | Ptn. |
| ------ | ----------------- | ---- | - | - | - | ----- | ---- |
| 1.     | Etti Jundiaí      | 12   | 8 | 2 | 2 | 22:9  | 26   |
| 2.     | Madureira         | 12   | 8 | 1 | 3 | 19:9  | 25   |
| 3.     | Santo André       | 12   | 7 | 2 | 3 | 20:11 | 23   |
| 4.     | Atlético Sorocaba | 12   | 4 | 3 | 5 | 15:18 | 15   |
| 5.     | Olaria            | 12   | 4 | 2 | 6 | 11:16 | 14   |
| 6.     | America-RJ        | 12   | 2 | 3 | 7 | 7:21  | 9    |
| 7.     | Bangu             | 12   | 2 | 1 | 9 | 9:19  | 7    |

|  | Geplaatst voor tweede fase |

### Groep H
| Plaats | Club                   | Wed. | W | G | V | Saldo | Ptn. |
| ------ | ---------------------- | ---- | - | - | - | ----- | ---- |
| 1.     | Ipatinga               | 12   | 7 | 3 | 2 | 22:9  | 24   |
| 2.     | Uberlândia             | 12   | 7 | 3 | 2 | 20:13 | 24   |
| 3.     | Villa Nova             | 12   | 4 | 6 | 2 | 14:6  | 18   |
| 4.     | Atlético Très Corações | 12   | 4 | 3 | 5 | 11:18 | 15   |
| 5.     | Mamoré                 | 12   | 2 | 6 | 4 | 14:19 | 12   |
| 6.     | Tupi                   | 12   | 2 | 5 | 5 | 13:17 | 11   |
| 7.     | Uberaba                | 12   | 1 | 4 | 7 | 16:28 | 7    |

|  | Geplaatst voor tweede fase |

### Groep I
| Plaats | Club              | Wed. | W | G | V | Saldo | Ptn. |
| ------ | ----------------- | ---- | - | - | - | ----- | ---- |
| 1.     | Mogi Mirim        | 10   | 6 | 2 | 2 | 14:10 | 20   |
| 2.     | União Bandeirante | 10   | 5 | 3 | 2 | 18:15 | 18   |
| 3.     | Friburguense      | 10   | 3 | 5 | 2 | 11:11 | 14   |
| 4.     | Ituano            | 10   | 3 | 4 | 3 | 9:6   | 13   |
| 5.     | Rio Branco-SP     | 10   | 2 | 4 | 4 | 9:9   | 10   |
| 6.     | Volta Redonda     | 10   | 1 | 2 | 7 | 7:17  | 5    |

|  | Geplaatst voor tweede fase |

### Groep J
| Plaats | Club              | Wed. | W | G | V | Saldo | Ptn. |
| ------ | ----------------- | ---- | - | - | - | ----- | ---- |
| 1.     | Tubarão           | 12   | 7 | 4 | 1 | 20:9  | 25   |
| 2.     | Brasil de Pelotas | 12   | 6 | 4 | 2 | 13:9  | 22   |
| 3.     | Iraty             | 12   | 5 | 4 | 3 | 21:18 | 19   |
| 4.     | São José          | 12   | 4 | 3 | 5 | 14:18 | 15   |
| 5.     | Pelotas           | 12   | 3 | 5 | 4 | 11:12 | 14   |
| 6.     | Passo Fundo       | 12   | 2 | 4 | 6 | 8:17  | 10   |
| 7.     | Marcílio Dias     | 12   | 2 | 2 | 8 | 13:17 | 8    |

|  | Geplaatst voor tweede fase |

## Tweede fase

### Groep 1
| Plaats | Club              | Wed. | W | G | V | Saldo | Ptn. |
| ------ | ----------------- | ---- | - | - | - | ----- | ---- |
| 1.     | Guarany de Sobral | 4    | 2 | 1 | 1 | 8:6   | 7    |
| 2.     | Ypiranga          | 4    | 2 | 1 | 1 | 5:7   | 7    |
| 3.     | Treze             | 4    | 1 | 3 | 0 | 7:3   | 6    |
| 4.     | Rio Negro         | 4    | 1 | 1 | 2 | 5:7   | 4    |
| 5.     | Ferroviário       | 4    | 0 | 2 | 2 | 3:5   | 2    |

|  | Geplaatst voor derde fase |

### Groep 2
| Plaats | Club                 | Wed. | W | G | V | Saldo | Ptn. |
| ------ | -------------------- | ---- | - | - | - | ----- | ---- |
| 1.     | Atlético Goianiense  | 4    | 3 | 0 | 1 | 8:3   | 9    |
| 2.     | Corinthians Alagoano | 4    | 3 | 0 | 1 | 6:6   | 9    |
| 3.     | Confiança            | 4    | 2 | 0 | 2 | 8:6   | 6    |
| 4.     | Brasiliense          | 4    | 2 | 0 | 2 | 6:7   | 6    |
| 5.     | São Gonçalo          | 4    | 0 | 0 | 4 | 5:11  | 0    |

|  | Geplaatst voor derde fase |

### Groep 3
| Plaats | Club         | Wed. | W | G | V | Saldo | Ptn. |
| ------ | ------------ | ---- | - | - | - | ----- | ---- |
| 1.     | Etti Jundiaí | 4    | 4 | 0 | 0 | 13:2  | 12   |
| 2.     | Juazeiro     | 4    | 2 | 1 | 1 | 9:8   | 7    |
| 3.     | Ipatinga     | 4    | 1 | 1 | 2 | 4:7   | 4    |
| 4.     | Madureira    | 4    | 1 | 1 | 2 | 6:10  | 4    |
| 5.     | Independente | 4    | 0 | 1 | 3 | 4:9   | 1    |

|  | Geplaatst voor derde fase |

### Groep 4
| Plaats | Club              | Wed. | W | G | V | Saldo | Ptn. |
| ------ | ----------------- | ---- | - | - | - | ----- | ---- |
| 1.     | Mogi Mirim        | 4    | 2 | 1 | 1 | 7:2   | 7    |
| 2.     | União Bandeirante | 4    | 2 | 1 | 1 | 5:5   | 7    |
| 3.     | Tubarão           | 4    | 2 | 0 | 2 | 6:8   | 6    |
| 4.     | Brasil de Pelotas | 4    | 1 | 1 | 2 | 7:8   | 4    |
| 5.     | Uberlândia        | 4    | 0 | 3 | 1 | 3:5   | 3    |

|  | Geplaatst voor derde fase |

## Derde fase
| Plaats | Club                | Wed. | W | G | V | Saldo | Ptn. |
| ------ | ------------------- | ---- | - | - | - | ----- | ---- |
| 1.     | Etti Jundiaí        | 6    | 4 | 2 | 0 | 13:7  | 14   |
| 2.     | Mogi Mirim          | 6    | 3 | 0 | 3 | 13:12 | 9    |
| 3.     | Guarany de Sobral   | 6    | 2 | 2 | 2 | 11:13 | 8    |
| 4.     | Atlético Goianiense | 6    | 1 | 0 | 5 | 8:13  | 3    |

|  | Kampioen, promotie naar Série B |
|  | Promotie naar Série B           |

### Kampioen
| Campeonato Brasileiro Série C de 2001 |
| São Paulo                             |
| ------------------------------------- |
| ETTI JUNDIAÍ Kampioen (1° titel)      |